# Даштакар
Даштакар (арм. Դաշտաքար) — село в Араратской области Армении. 

## География
Село расположено в центральной части марза, на правом берегу реки Веди, при автодороге , на расстоянии 19 километров к востоку-юго-востоку (ESE) от города Арташат, административного центра области. Абсолютная высота — 970 метров над уровнем моря.
Климат
Климат характеризуется как семиаридный (BSk в классификации климатов Кёппена).

## Топонимика
3 июля 1968 года село Дашлу было переименовано в Даштакар.

## Население
В «Сборнике сведений о Кавказе» за 1880 год, в селе Ташлу Эриванского уезда по данным 1873 года было 24 двора и проживало 147 азербайджанцев (указаны как «татары»), которые были шиитами.
По данным Кавказского календаря на 1912 год, в селе Дашлу Эриванского уезда проживало 249 человек, в основном азербайджанцев, указанных как «татары».
| Год переписи | Население          | Население          | Население          | Население            | Население            | Население            |
| Год переписи | Наличное население | Наличное население | Наличное население | Постоянное население | Постоянное население | Постоянное население |
| Год переписи | Всего              | Мужчины            | Женщины            | Всего                | Мужчины              | Женщины              |
| ------------ | ------------------ | ------------------ | ------------------ | -------------------- | -------------------- | -------------------- |
| 2001         | 526                | 262                | 264                | 555                  | 282                  | 273                  |
| 2011         | 458                | 226                | 232                | 485                  | 246                  | 239                  |